# Нарматова, Орозайым
Нарматова Орозайым Кочконбаевна — кыргызский политический и общественный деятель, частный предприниматель, депутат Жогорку Кенеша 7-го созыва, председатель общественного объединения «Жаштар коому» («Общество молодежи»), основатель информационного портала «Эркиндик», учредитель общества «Ак-Нур», владелец медиахолдинга «Сереп МЕДИА».

## Биография
Нарматова Орозайым Кочконбаевна родилась 19 февраля 1994 года в селе Кара-Дыйкан Узгенского района Ошской области. В семье две сестры и брат (умер в 2021 году). 
Мать — Марапат Акжолова, более 30 лет работала в сфере образования. 
Отец — Нарматов Кочконбай, активный сторонник тандема Жапаров-Ташиев, общественный деятель.

### Образование
- В 2013 году окончила колледж в Москве по специальности бухгалтер-экономист.
- В 2017 году окончила Джалал-Абадский государственный университет имени Бекмамата Осмонова по специальности «журналистика».

### Трудовая деятельность
- 2012 год — корреспондент информационного портала общественного объединения «Мекенчил Жаш» в Москве.

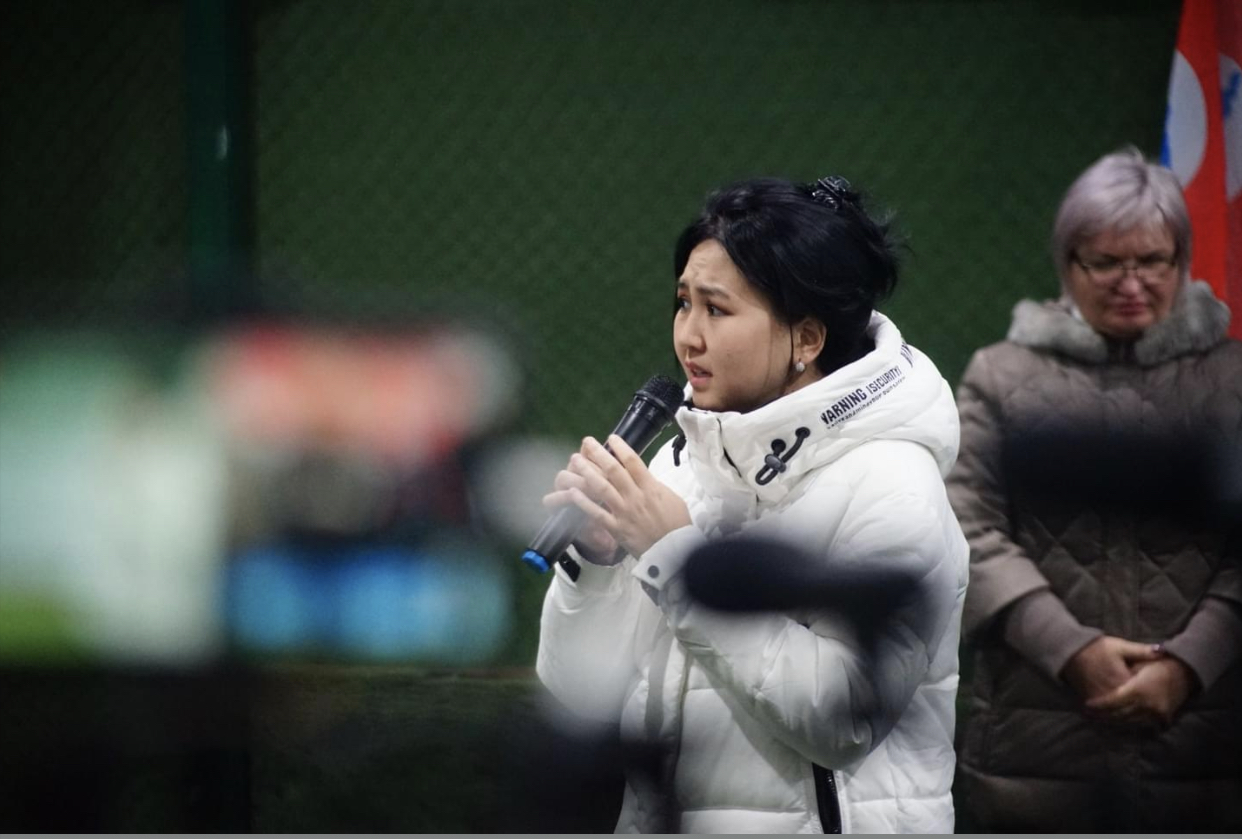

- 2013 год — учредитель общественного объединения «Жаштар коому» («Общество молодежи») в Москве.
- 2013 год — основатель и главный редактор информационного портала «Эркиндик».
- 2014 год — активист дружественных отношений в составе ОО "Жаштар коому" совместно с молодежным крылом российской политической партии «Единая Россия».
- 2015–2017 годы — сопредседатель политической партии «Мекенчил».
- 2016 год — сопредседатель общественного объединения «Айымдар» в России.
- 2017 год — активист общественных движений «Я имею право» и «Я не согласен».
- 2020 год — участвовала в выборах депутатов Жогорку Кенеша от политической партии «Бутун Кыргызстан». Прошла в парламент, но выборы были признаны недействительными из-за нарушений.
- 2021 год — депутат VII созыва Жогорку Кенеша.

### Политическая деятельность
20 января 2022 года Центральная избирательная комиссия на основании информации ГКНБ и Министерства образования лишила её депутатского мандата. 
27 октября того же года она была в числе тех, кто выступил против решения передачи Кемпир-Абадского водохранилища Узбекистану, заявив, что такое решение будет стратегически неверным шагом. В связи с этим делом она была арестована и провела 3 месяца в СИЗО Бишкека и была освобождена по состоянию здоровья.

## Дополнительная информация
Орозайым Нарматова является учредителем общества «Ак-Нур» и владельцем медиахолдинга "Сереп МЕДИА".